# McLeod megye
McLeod megye az Amerikai Egyesült Államokban, azon belül Minnesota államban található. Megyeszékhelye Glencoe, legnagyobb városa Hutchinson. Lakosainak száma 36 771 fő (2020. április 1.). McLeod megye Wright, Sibley, Carver, Meeker és Renville megyékkel határos.

## Népesség
A megye népességének változása:
| Lakosok száma | 36 609 | 36 404 | 36 010 | 35 918 | 35 932 | 36 771 |
|               | 2010   | 2011   | 2012   | 2013   | 2015   | 2020   |